# Opharus polystrigata
Opharus polystrigata là một loài bướm đêm thuộc phân họ Arctiinae, họ Erebidae.